# Myleus micans
O Myleus micans, popularmente chamado de Pacu, é uma espécie de peixe que habita a bacia do rio São Francisco.
É uma espécie pouco estudada, mas ainda assim é daquelas que mais representam a pesca artesanal são-franciscana, tendo o tamanho dos animais capturados fiscalizados pelo IBAMA.
Tem tamanho médio, corpo mais longilíneo, longa nadadeira dorsal, de escamas pequenas, alimenta-se preferencialmente de vegetais e pequenos insetos.